# Mare de Déu de la Plana
La Mare de Déu de la Plana és una ermita romànica del municipi de Conca de Dalt, al Pallars Jussà. Fins al 1969 formava part del terme municipal d'Hortoneda de la Conca. És uns 450 metres al nord del poble de Pessonada. És una obra protegida com a Bé Cultural d'Interès Local.

## Descripció

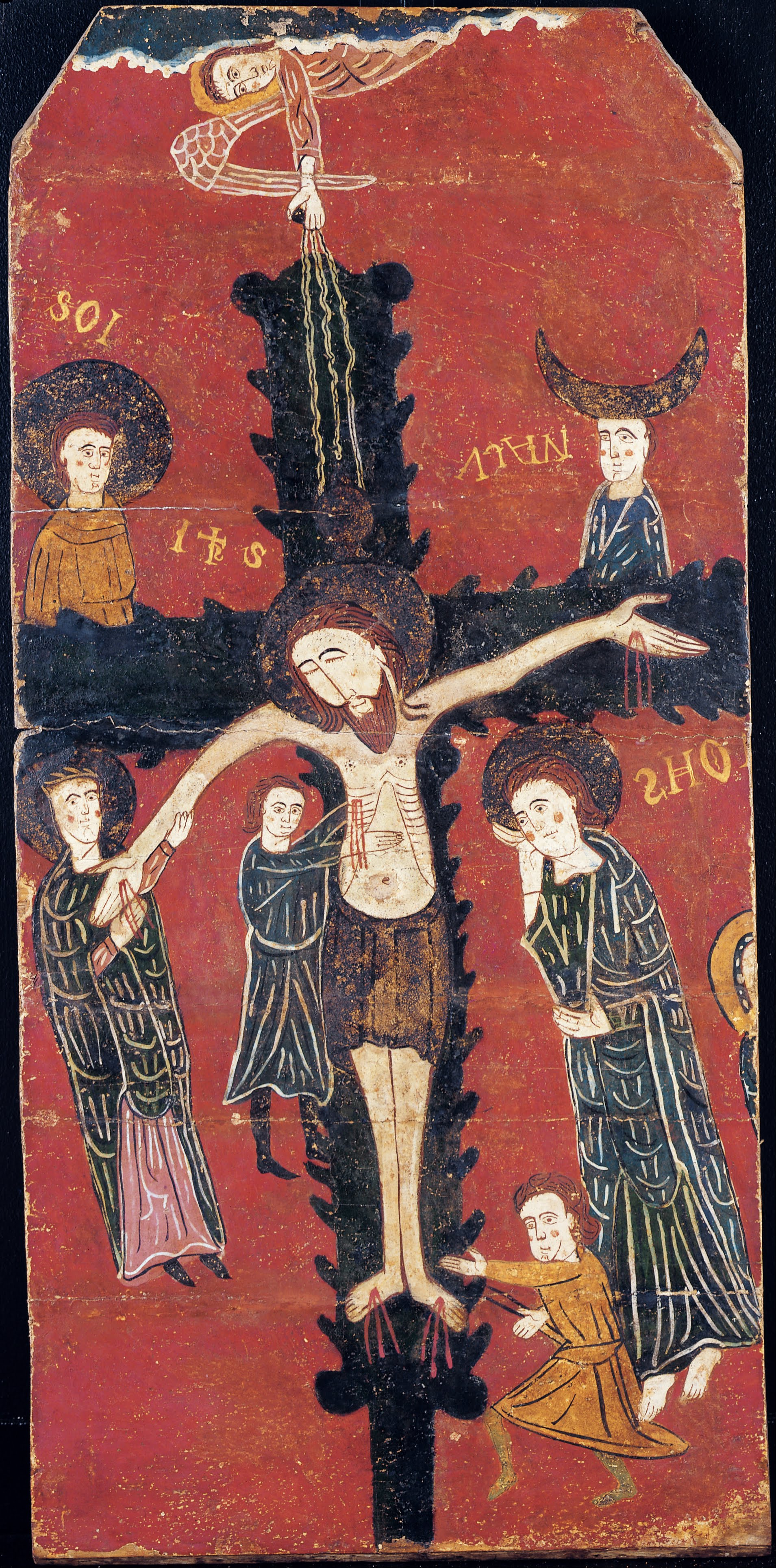
Pintura de Mare de Déu de la Plana actualment al Museu de Belles Arts de Bilbao

L'església de la Mare de Déu de la Plana es troba isolada al peu dels cingles de Pessonada, a un quilòmetre de la població. Es tracta d'una construcció d'una sola nau, coberta amb volta de canó de perfil lleugerament apuntat que arrenca de sengles arcs de descàrrega oberts als murs laterals i és reforçada per dos arcs torals, també de perfil lleugerament apuntat. La nau és capçada a llevant per un absis semicircular que s'obre a la nau mitjançant un estret arc presbiteral. De les tres portes de l'església, només en resta una d'oberta, les altres són paredades. La porta d'accés a l'església, d'arc de mig punt, és al centre de la façana de migdia. Les dues portes paredades també són d'arc de mig punt, una és a un extrem de la façana sud i l'altra a la façana de ponent. Pel que fa a les finestres, en trobem una al centre de l'absis de doble esqueixada. A la façana de llevant, per sobre l'arc presbiteral, n'hi ha una de cruciforme. A la façana de ponent hi ha la tercera finestra, molt alterada, que originàriament també devia ser cruciforme. I, finalment, a la façana de migdia trobem una finestra d'una sola esqueixada. A ponent hi ha una gran espadanya de dos ulls. Els diferents tipus de parament que presenta permet parlar de dues fases constructives consecutives iniciades a la segona meitat del segle xi.
Procedents d'aquesta església es conserven tres taules de pintura al tremp que sembla que formaven un baldaquí datat al segle xiii. Dues formen part del fons del Museo de Bellas Artes de Bilbao i la tercera d'una col·lecció particular.
L'hivern del 2009 al 2010 una roca despresa de la muntanya es va anar a encastar contra aquesta ermita, malmetent una part del seu mur septentrional.

## Llegenda del fantasma del capellà
Pep Coll, l'escriptor de Pessonada, recull una llegenda situada a la Mare de Déu de la Plana, amb el títol d'El capellà ressuscitat. Conta d'uns misteriosos tocs de campana que cridaven a missa que se sentien en la capella. Al tercer dia de sentir-los, el bover de Casa Toà es decidí a anar a la capella, però la va trobar tancada i barrada. A través d'una espitllera de la façana de ponent va poder besllumar la figura d'un capellà dient missa, ben revestit amb tot el que corresponia per dir missa, i recitant les fórmules litúrgiques que pertocava. No hi havia ningú més en el temple, ni tan sols escolà per ajudar-lo. Cridà i feu soroll, però aquell capellà no contestava els seus crits. De retorn a Pessonada, el bon bover se n'anà a trobar el rector del poble, qui li explicà que era un capellà una mica gandul en vida, que ara, un cop mort, venia a recuperar les misses que no havia dit en vida.